# 嘉定新城駅
座標: 北緯31度19分57秒 東経121度14分58秒 / 北緯31.33250度 東経121.24944度
嘉定新城駅（かていしんじょうえき、中文表記: 嘉定新城站）は中華人民共和国上海市嘉定区嘉定新城核心区勝辛路に位置する上海地下鉄11号線の駅。

## 概要
当駅は、上海地下鉄11号線の本線（嘉定北方面）と支線（安亭方面）が分岐している。

## 駅構造
- 島式ホーム1面2線、相対式ホーム1面1線の高架駅。可動式ホーム柵設置。

| 地上 二階  |                                                                                 |
|            | ←■11号線迪士尼方面（馬陸駅）                                                    |
| 島式ホーム |                                                                                 |
|            | ←■11号線迪士尼方面（馬陸駅）                                                    |
|            | →■11号線（本線）嘉定北方面（白銀路駅） →■11号線（支線）安亭方面（上海賽車場駅） |
| 単式ホーム |                                                                                 |

## 駅出口
- 1号出口 - 勝辛路東側、双丁路南
- 2号出口 - 勝辛路東側、双単路北
- 5号出口 - 勝辛路西側、双単路北
- 6号出口 - 勝辛路西側、双丁路南

## 歴史
- 2009年12月31日 - 開業。

## バス路線
- 822路
- 嘉定9路
- 嘉亭線
- 淞安専線
- 嘉定1路
- 811路

## 隣の駅
上海地下鉄
■11号線（本線）
馬陸駅 - 嘉定新城駅 - 白銀路駅
■11号線（支線）
嘉定新城駅- 上海賽車場駅